# Graeffea doederleini
Graeffea doederleini är en insektsart som beskrevs av Günther 1929. Graeffea doederleini ingår i släktet Graeffea och familjen Phasmatidae. Inga underarter finns listade i Catalogue of Life.